# Rátóti Zoltán
Rátóti Zoltán (Cegléd, 1960. augusztus 19. –) Kossuth- és Jászai Mari-díjas magyar színész, rendező, érdemes és kiváló művész. 2022–23-ban a Színház- és Filmművészeti Egyetem rektora.

## Élete
Rátóti István és Bicskei Mária gyermekeként Cegléden született. 1979-től a Színház- és Filmművészeti Főiskolára járt, ahol 1983-ban végzett, Horvai István osztályában. 1983–89 között a József Attila Színházban játszott. 1990–91-ben a kaposvári Csiky Gergely Színház színésze volt. 1991–96 között a Budapesti Kamaraszínház tagja volt. 1996–2000 között szabadfoglalkozású művész volt. 2000–2002 között a Szolnoki Szigligeti Színház tagja volt. 2004–2011 között a Nemzeti Színház színésze.
2006-ban és 2010-ben a Zala megyei Magyarföld polgármesterévé választották. A 2010/2011-es évadtól 2016-ig a kaposvári Csiky Gergely Színház igazgatója volt, majd ismét a Nemzeti művésze.
2012–2015 között az M1, majd 2015. március 15-től a Duna Televízió hangja.
2020-tól a Színház- és Filmművészeti Egyetem osztályvezető tanára, 2022–2023 között az intézmény rektora volt.

## Színházi rendezései
- Oscar Wilde: Bunbury (2000)
- Karinthy Ferenc: Dunakanyar (2001)
- Háy János: Vasárnapi ebéd (2012)
- Molnár Ferenc: Egy, kettő, három (2014)
- Molnár Ferenc: Az ibolya (2014)
- Hubay Miklós: Ők tudják, mi a szerelem (2022)

## Színházi szerepei
- Oscar Wilde: Salome....Narraboth
- In memoriam Ö.I.
- Szörényi Levente: Kőműves Kelemen....Mihály
- Móricz Zsigmond: Úri muri....Bolha Pista
- Euripidész: Iphigeneia a tauruszok földjén
- Carl Zuckmayer: A köpenicki kapitány
- Székely János: Vak Béla király....
- Ann Jellicoe: A trükk....Tom
- Beaumarchais: Figaro házassága, avagy egy bolond nap....Dupla-Marék, írnok
- Békeffi István: A régi nyár....Miklós
- Csehov: Cseresznyéskert....Trofimov
- Friedrich Schiller: Stuart Mária....Okelly
- Bertolt Brecht: Mahagonny városának tündöklése és bukása....Jim Mahoney
- Shakespeare: III. Richárd....Richmond; Sir William Catesby
- Carlo Goldoni: A hazug....Arlecchino
- Borisz Vasziljev: Csendesek a hajnalok....Őrnagy
- Gyárfás Endre: Dörmögőék vidámparkja....Hintás Herbert
- Betty Comden–Adolph Geen: Taps
- Jack Popplewell: A hölgy fecseg és nyomoz....Robert de Charance
- Léon Gandillot: A kikapós patikárius....Carjol
- Fjodor Mihajlovics Dosztojevszkij: A félkegyelmű....Ganja
- Harold Pinter: Árulás....Jerry
- Fraz von Suppé: Boccaccio....Boccaccio
- Kaló Flórián: A kitaszított....Karesz
- Ira Levin: Veronica szobája....Fiatal férfi
- Leonyid Zorin: Varsói melódia....Viktor
- James Goldman: Az oroszlán télen....Fülöp francia király
- Grigorij Gorin: Felejtsétek el Herosztratoszt!....Egy ember a színházból
- Gáspár Margit: A császár messze van....Ráby Mátyás
- Nógrádi Gábor: Még ma!....Tamás
- Békeffi István–Stella Adorján: Janika....Fenek Jenő
- Selmeczi Tibor: Csak úgy, mint otthon....Lulu
- Szilágyi László: Csárdás....Gróf Vécsey László
- Szomory Dezső: Györgyike drága gyermek....Glanz Hugó
- Rainer Werner Fassbinder: A fehér méreg....Miltenberger
- Jókai Mór: A hulla férje....Florion Ardent, orvos
- Edward Knoblauch: A faun....Lord Stonbury
- Carl Sternheim: A bugyogó....Frank Scarron
- Leonard Bernstein: Candide....Maximilien
- Szakcsi Lakatos Béla: Cigánykerék....Zakariás, festő
- Shakespeare: Troilus és Cressida....Hector
- Brecht: Koldusopera....Macheath kapitány; Bicska Maxi
- Daniel Speer: Musikaltsch-türckischer Eulenspiegel....Lompin
- Christophe Marlowe: II. Edward angol király
- John Willard: A macska és a kanári....Charlie Wilder
- Willy Russel: Vértestvérek....Mickey
- Arthur Miller: Alku....Walter Franz
- Oscar Wilde: Bunbury....Algernon Moncrieff
- Pam Gems: Piaf....Georges
- Howard Marron: Szerető musical....Harry Berlin
- Martin Sherman: Hajlam....Max
- Fábri Péter: Az élő álarc....Mortimer gróf
- Murray Schisgal: Második nekifutás
- Karinthy Ferenc: Hatkezes....A férfi
- Tóth Ede: A falu rossza....Göndör Sándor
- Csehov: Sirály (Madárkák)....Trigorin
- Shakespeare: A velencei kalmár....Bassanio; Shylock
- Jon Fosse: A gyermek....Fredrik
- Euripidész: Íphigeneia Auliszban....Akhilleusz
- Eric-Emmanuel Schmitt: Rejtélyes viszonyok....Erik Larsen
- Molnár Ferenc: A hattyú....Albert herceg
- Madách Imre: Az ember tragédiája....A második Ádám; Ádám
- Daphne du Maurier: A Manderley-ház asszonya....Maxim de Winter
- Emily Brontë–Schwajda György: Üvöltő szelek....Heathcliff
- Háy Gyula: Isten, császár, paraszt....Husz János
- Eugene O’Neill: Párbajhős....Cornelius Melody
- Jean Anouilh: A csábítás művészete (Ornifle vagy a buborék)....Ornifle
- Howard Barker: Jelenetek egy kivégzésből....Carpeta, velencei festő
- Henrik Ibsen: Peer Gynt – címszereplő
- Lope de Vega: A kertész kutyája....Teodoro
- Karinthy Frigyes: Holnap reggel....Olson Irjő
- Csiky Gergely: Buborékok....Rábay Miklós
- Bulgakov: A Mester és Margarita....Hontalan
- Arthur Schnitzler: Erik....Erik
- Szophoklész: Oidipusz király....Karvezető
- Szophoklész: Oidipusz Kolónoszban....Karvezető
- Molière: Tartuffe....Cléante
- Lev Tolsztoj: Élő holttest....Fjodor Protaszov
- Sánta Ferenc: Az ötödik pecsét....Civilruhás
- Háy János: Házasságon innen és túl
- Hamvai Kornél: Szigliget....Furák Tamás, kritikus
- George Bernard Shaw: Warrenné mestersége....Sir George Crofts
- G. B. Shaw: Pygmalion....Henry Higgins
- Botho Strauß: A park....Georg
- Háy János: A bogyósgyümölcskertész fia
- Hamvas Béla–Márai Sándor: A bor filozófiája
- Térey János: Jeremiás avagy Isten hidege....Porcelán László
- Peter Shaffer: Equus....Martin Dysart pszichiáter
- Dömötör Tamás: Emberfarm....Wolf
- Kay Pollak: Amint a mennyben.....Daniel Dareus
- Martin McDonagh: Vaknyugat....Welsh atya
- Szophoklész: Antiogné....Kreón
- Jókai–Petőfi: A kőszívű ember fiai....Rideghváry Bence
- William Nicholson: Árnyország....Lewis
- Peter Shaffer: Amadeus – Antonio Salieri
- Bereményi Géza: Shakespeare királynője – Shakespeare

## Filmjei
| - Szeleburdi vakáció (1987) - Napló szerelmeimnek (1987) - Könnyű vér (1989) - Napló apámnak, anyámnak (1990) - Hoppá (1992) - Lement a hold (1992) - Szerepcsere (1994) - A vörös bestia (1995) - A három testőr Afrikában (1996) - Európa expressz (1998) - A Kormos Egyetem (1998) - A Hídember (2002) - Rejtélyes viszonyok (2002) - Nemzedékek egymás közt (2002) - Karácsonykor magába száll minden lélek (2003) - A boldogság színe (2003) - Halászóember (2004) - Az ügynök élete (2004) - Miraq (2005) - Csak szex és más semmi (2005) - Emelet (2006) - A Herceg haladéka (2006) - Szívemre célozzatok (2006) - Szobafogság (2008) - Benyovszky (2008) - Adás (2009) - Pinprick (2009) - A zöld sárkány gyermekei (2010) - Kincsem (2017) - Pappa Pia (2017) - Budapest Noir (2017) - Lajos Fábián megöletése (2019) - Papírlélek (rövidfilm) (2019) - A beszéd – Apponyi a magyar ügy védelmében (2020) - A játszma (2022) | - Fehér rozsda (1982) - Buborékok (1983) - Linda (1986) - Gül Baba (1986) - Nyolc évszak 1-8. (1987) - Almási, avagy a másik gyilkos (1987) - Fűszer és csemege (1988) - Ragaszkodom a szerelemhez (1988) - Miniszter (1988) - Randevú Budapesten (1989) - Eszmélet (1989) - Éjszaka (1989) - Kéz kezet mos (1990) - Nem válok el (1992) - Sztálin (1992) - Kutyakomédiák (1992) - Öregberény 1-22. (1993) - Kisváros (1994-2001) - Szomszédok (1994-1999) - A múzsa csókja (1998) - Az öt zsaru (1999) - Komédiások (2000) - Milleniumi mesék (2000) - Na végre, itt a nyár! (2002) - Jelentem versben mesémet (2004) - Jómodor@huú (2004) - Életképek (2004-2009) - Fejezetek az Erények könyvéből (2005) - A harmadik fiú (2006) - Könyveskép (2006) - A kísértés (2007) - Szabadságharc Szebenben (2007) - Végzős kezdők (2013) - Kossuthkifli (2015) - Barátok közt (2015) - Tóth János (2017) - Mária Terézia (2018) - Aranybulla (2022) - Cella – Letöltendő élet (2023) - Széchenyi és az utolsó éjszakai látogató (Kossuth, 2019) |

### Filmrendezései
- Ők tudják mi a szerelem (2024)

## Szinkronszerepei
Rátóti Zoltán az Internetes Szinkron Adatbázisban (magyarul)
- A bádogdob: Jan Bronski – Daniel Olbrychski
- A bennfentes: Dr. Jeffrey Wigand – Russell Crowe
- A függetlenség napja: Thomas J. Whitmore elnök – Bill Pullman
- A hajsza: Jackson Davis Hammond – Charlie Sheen
- A Jó, a Rossz és a Csúf (MTV-féle szinkron): Szőke – Clint Eastwood
- A kód neve: Merkúr: Nicholas Kudrow – Alec Baldwin
- A leghosszabb nap: Dutch Schultz közlegény – Richard Beymer
- A Maszk: Stanley "Stan" Ipkiss/A maszk – Jim Carrey
- A megtörhetetlen: Franklin Fairchild Bean közlegény – Charlie Sheen
- A misszió: John Fielding – Liam Neeson
- A nagy titok: Roland Fournier – Peter Sattmann
- A Notre Dame-i toronyőr: Phoebus Kapitány – Kevin Kline
- A szakasz: Chris Taylor – Charlie Sheen
- A zöldfülű: David Ackerman – Charlie Sheen
- Aludj csak, én álmodom: Jack Callaghan – Bill Pullman
- Amerikai gengszter: Richie Roberts – Russell Crowe
- Betépve: Diego Delgado – Jordi Molla
- Charlie kettős élete: Lewis Bartholomew – Tim Robbins
- Doktor nagyfőnök: Maxime Fresnay – Francis Huster
- Édes november: Nelson Moss – Keanu Reeves
- Édesek és mostohák: Mr. Preston – Iain Glen
- Egy csodálatos elme: John Forbes Nash, Jr – Russell Crowe
- Egy zseni, két haver, egy balek (RTL Klub-szinkron): Joe Thanks – Terence Hill
- Fantasztikus négyes: Victor Von Doom – Julian McMahon
- Féktelenül: Jack Traven – Keanu Reeves
- Fogd a nőt és fuss: Charley Pearl – Alec Baldwin
- Forma 1: Luc Saiclair – Manuel Gélin
- Gladiátor: Commodus – Joaquin Phoenix
- Guldenburgok öröksége: Alexander Leopold "Sascha" von Guldenburg – Jochen Horst
- Hallo, Hallo: Flying Officer Fairfax – John D. Collins
- Hanover Street: David Halloran – Harrison Ford
- Hogyan veszítsünk el egy pasit 10 nap alatt: Benjamin `Ben` Barry – Matthew McConaughey
- Hupikék törpikék: Kertitörp – Alan Young
- Interjú a vámpírral: Lestat de Lioncourt – Tom Cruise
- Isten megbocsát, én nem: Cat Stevens – Terence Hill
- Kalandorok: Manu Borelli – Alain Delon
- Legénybúcsú: Rick Gasko – Tom Hanks
- Lépéselőny: Jake Vig – Edward Burns
- Mátrix: Smith ügynök – Hugo Weaving
- Mr. Milliárd (RTL Klub-szinkron): Terence Hill
- Meglógtam a Ferrarival: Fiú a rendőrségen – Charlie Sheen
- Nagy durranás: Topper Harley – Charlie Sheen
- Nagy durranás 2. – A második pukk: Topper Harley – Charlie Sheen
- Nevem: Senki (RTL Klub-szinkron): „Senki” – Terence Hill
- Óz, a csodák csodája (MTV-szinkron): Hunk Andrews/A madárijesztő – Ray Bolger
- Pénznyelő: Walter Fielding – Tom Hanks
- Philadelphiai zsaru: Alex Kearney nyomozó – Anthony Edwards
- Rabszolgasors: André –	Haroldo de Oliveira
- Repülő orvosok: Dr. Tom Callaghan – Andrew McFarlane
- Sandra hercegnő: Simon Kouros – Jacques Penot
- Sátánka – Pokoli poronty: Adrian – Rhys Ifans

Senkiföldje (film, 2001) Ciki – Branko Đurić
- Segítség, felnőttem!: Josh Baskin – Tom Hanks
- Sissi: Kaiser Franz Josef – Karlheinz Böhm
- Superman (HBO-szinkron és bővített változat): Superman/Clark Kent – Christopher Reeve
- Superman II.: Superman/Clark Kent – Christopher Reeve
- Superman III. (DVD-kiadás): Superman/Clark Kent – Christopher Reeve
- Superman IV. – A sötétség hatalma (DVD-kiadás): Superman/Clark Kent – Christopher Reeve
- A szél dühe: Jacobo – Mario Pardo
- Taxisofőr: Travis Bickle – Robert De Niro
- Titokzatos folyó: Dave Boyle – Tim Robbins
- Tom, Dick és Heriett: Richard Maddison – Ian Ogilvy
- Ahová lépek, szörny terem: Valentine McKee – Kevin Bacon
- Tükröm, tükröm: Gregory Larkin – Jeff Bridges
- Twin Peaks: Sheriff Harry S. Truman – Michael Ontkean
- Vadászat a Vörös Októberre: Dr. Jack Ryan – Alec Baldwin
- Véres játék: Frank Dux – Jean-Claude Van Damme
- Vérvörös nyár: Alex De Graf – François-Eric Gendron
- Veszett vad: Aaron Hallam – Benicio del Toro
- Vezeklés: Tornike – Merab Ninidze
- Világok harca: Harlan Ogilvy – Tim Robbins
- Őrült Stone – 2008 a patkány éve: Dick Durkin – Neil Duncan
- A nagy postarablás: Balázs – Chic Ortega
- A buszon (2. szinkron): Jack, a kalauz – Bob Grant
- Solo: Egy Star Wars-történet : Tobias Beckett – Woody Harrelson
- Joker (film, 2019) : Arthur Fleck/Joker – Joaquin Phoenix
- Pókember: Hazatérés : Keselyű/Adrian Toomes – Michael Keaton
- Hóbortos hétvége: Larry Wilson – Andrew McCarthy
- Fél lábbal a Paradicsomban: Victor – Thierry Lhermitte

## Filmsorozatbeli szinkronszerepei
- Derrick (A tettes virágot küld című rész): Walter Lenau – Edwin Noel
- Derrick (Rasko gyermekei című rész) (1. szinkron): Kurt – Andreas Seyferth
- Két férfi, egy eset (Halálos barátság című rész): Armin Fest – Alexander Rodszun
- Mindenki tanköteles: Michal Karfik – Miroslav Vladyka
- Peter Strohm (Randevú Berlinben című rész): Benjamin – Roland Schäfer
- A rendőrség száma 110 (Petra című rész): Andreas Kern – Klaus-Peter Pleßow
- Tetthely (Fagyhalál című rész): Adalbert von Plackwitz – Thomas Astan

## CD-k és hangoskönyvek
- Az vagy nekem...
- Paulo Coelho: A Zahir
- Hamvas Béla: A halhatatlanság tüzében
- Hamvas Béla: Velázquez
- Hamvas Béla: Öt meg nem tartott előadás a művészetről
- Hamvas Béla: Babérligetkönyv 1–2.
- Hamvas Béla: Patmosz
- Hamvas Béla: Scientia Sacra II. – A kereszténység
- Hamvas Béla: Silentium
- Hamvas Béla: Titkos jegyzőkönyv
- Hamvas Béla: Zen buddhizmus
- Hamvas Béla: A Tao virágai
- Hamvas Béla: Kung mester beszélgetései
- Hermann Hesse: Assisi Ferenc
- Müller Péter Sziámi: Csodalépés
- Háy János: A gyerek
- Háy János: Egy szerelmes vers története
- Háy János: A bogyósgyümölcskertész fia
- Háy János: Házasságon innen és túl
- Weöres Sándor: Teljesség felé
- Márai Sándor: Hallgatni akartam
- Milan Kundera: Lassúság
- Mark Twain: Ádám és Éva naplója
- Daniel Kehlmann: A világ fölmérése
- Huzella Péter: Boldog, szomorú – Magyar költők válogatott versei
- Márai Sándor: Egy polgár vallomásai
- Márai Sándor: Rómában történt valami
- Dr. Patik László: Éjjeli lepkék
- Arthur Koestler: Sötétség délben
- Szabó Magda: Sziget-kék
- Ottlik Géza: Hajnali háztetők (Végvári Tamással közösen)
- Karácsonyi ajándék

## Díjak
- Jászai Mari-díj (1993)
- Színikritikusok Díja – A legjobb férfialakítás (1998)
- Magyarföld díszpolgára (2000)[8]
- Vámos László-díj (2013)[9]
- Érdemes művész (2015)
- Kiváló művész (2019)[10]
- Zala megye díszpolgára (2019)[11]
- Sinkovits Imre-díj (2020)[12]
- Kossuth-díj (2022)[13]
- A Magyar Művészetért Díj (2022)[14]
- Tolnay Klári-díj (2024)[15]